# Innaarsuit

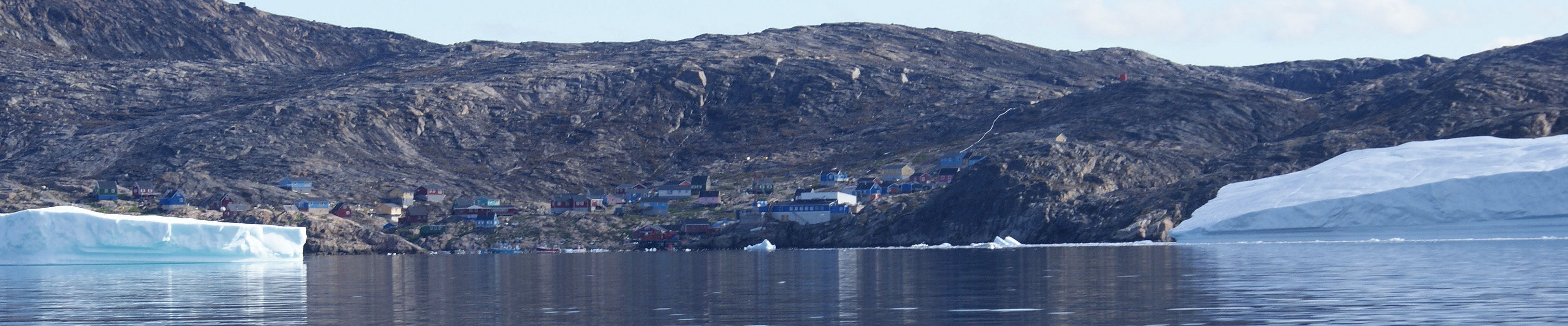
Innaarsuit

Innaarsuit (ortografia antiga: Ivnârssuit) é um assentamento no município de Qaasuitsup, noroeste da Gronelândia. Está localizado na Ilha Innaarsuit e em 2010 tinha 161 habitantes.

## Transporte
Durante os dias da semana, a Air Greenland serve o assentamento com voos do Heliporto de Innaarsuit para o Heliporto de Tasiusaq e para o Aeroporto de Upernavik.

## População
Innaarsuit é um dos poucos assentamentos apresentando padrões de crescimento populacional significativos ao longo das duas últimas décadas, aumentando quase 50% da população em relação a 1990. Só Kullorsuaq e Tasiusaq é que tem o mesmo padrão de crescimento populacional.